# تاوباتي
تاوباتي (بالإنجليزية: Taubaté)‏ هي مدينة، وبلديات البرازيل تتبع ساو باولو . بلغ عدد سكانها 244165  نسمة في 1 أغسطس 2000 . تبلغ مساحتها 625.003 كيلومتر مربع . ورمزها البريدي هو 12000-000 .

## الموقع
تشترك في الحدود مع:
- São Luiz do Paraitinga [الإنجليزية]‏.

## أعلام
- ريكاردو راموس
- دودو
- سيد موريرا
- مونتيرو لوباتو
- خوسيه أوغوستو برانداو